# Mohamed Lasram III
Mohamed Lasram III, mort en 1827, est un homme politique tunisien.

## Biographie
Il naît dans une famille notable tunisienne, originaire de Kairouan et intégrant la grande notabilité tunisoise. Ses aïeux, Ahmed Lasram et son frère Mohamed Lasram Ier, s'exilent en Algérie vers 1735 avec les fils du fondateur de la dynastie husseinite ; ils sont très proches de l'aîné, Mohamed Rachid Bey. Par conséquent, les Lasram, honorés par ce dernier, par Ali Ier Pacha et par leurs descendants, forment une dynastie de secrétaires de chancellerie et de premiers secrétaires.
Fils de Mohamed Lasram Ier, qui devient khodja des Zouaoua (secrétaire des régiments de cavalerie berbère) et caïd-gouverneur de Sfax, Mohamed Lasram III est désigné, sous le règne de Hammouda Pacha, comme secrétaire dans la chancellerie beylicale avec le soutien du principal ministre Moustapha Khodja. Après l'exclusion de Mohamed Darnaoui, premier secrétaire (bach kateb) vers 1790, il devient lui-même premier secrétaire, jusqu'à sa mort en 1827.